# Mike Rawson
Michael Arthur „Mike” Rawson (ur. 26 maja 1934 w Hall Green, zm. 26 października 2000 w Birmingham) – brytyjski lekkoatleta.
Reprezentował Wielką Brytanię w biegu na 800 metrów w trakcie Letnich Igrzysk Olimpijskich w Melbourne w 1956. Dwa lata później zdobył złoty medal na tym dystansie podczas mistrzostw Europy w Sztokholmie. W tym samym roku zdobył brązowy medal na dystansie 880 jardów podczas igrzysk Imperium Brytyjskiego i Wspólnoty Narodów w Cardiff. W trakcie swojej kariery zawodniczej reprezentował klub Birchfield Harriers, a po jej zakończeniu przez wiele lat pracował w tym klubie jako trener oraz jako dziennikarz sportowy dla BBC i miejscowych gazet.
Rawson pracował dla Brytyjskiego Komitetu Olimpijskiego w trakcie kilku igrzysk olimpijskich.
Zmarł po krótkiej chorobie 26 października 2000 w Birmingham.